# Teorema de Le Cam
En la teoría de la probabilidad, el teorema de Le Cam, que lleva el nombre de Lucien le Cam (1924 - 2000), establece lo siguiente.
Supóngase que:
- X1, ..., Xn son variables aleatorias independientes, cada una de ellas con una distribución de Bernoulli (es decir, igual a 0 o 1), no necesariamente distribuidas idénticamente.
- Pr(Xi = 1) = pi para i = 1, 2, 3, ...
- {\displaystyle \lambda _{n}=p_{1}+\cdots +p_{n}.}
- {\displaystyle S_{n}=X_{1}+\cdots +X_{n}.}  (es decir, {\displaystyle S_{n}} sigue una distribución binomial de Poisson)

Entonces:
{\displaystyle \sum _{k=0}^{\infty }\left|\Pr(S_{n}=k)-{\lambda _{n}^{k}e^{-\lambda _{n}} \over k!}\right|<2\sum _{i=1}^{n}p_{i}^{2}.}
En otras palabras, la suma sigue aproximadamente una distribución de Poisson y la desigualdad anterior limita el error de aproximación en términos de la distancia de variación total.
Al establecer pi = λn/n, vemos que esto generaliza el teorema del límite de Poisson habitual.
Cuando {\displaystyle \lambda _{n}} es grande, es posible un mejor límite: {\displaystyle \sum _{k=0}^{\infty }\left|\Pr(S_{n}=k)-{\lambda _{n}^{k}e^{-\lambda _{n}} \over k!}\right|<2(1\wedge {\frac {1}{\lambda }}_{n})\sum _{i=1}^{n}p_{i}^{2}.}
También es posible debilitar el requisito de independencia.